# Fauville-en-Caux

Fauville-en-Caux este o comună în departamentul Seine-Maritime, Franța. În 1 ianuarie 2018 avea o populație de 2.305 de locuitori.